# Link Access Procedure Balanced
Link Access Procedure Balanced (LAPB) ist ein Schicht-2-Protokoll (Link Access Protocol) im Sinne des OSI-Schichtenmodells und wird zur Sicherung der Datenübertragung innerhalb der Schicht 2 in X.25-Netzen verwendet. Es ist eine Variante des High-Level Data Link Control (HDLC).
Es werden die Betriebsarten Asynchronous Balanced Mode (ABM) und ADM unterschieden; die Kombination von ABM und ADM wird in ISO 7809 als Klasse Balanced Asynchronous Class (BAC) bezeichnet, die wiederum gegenüber den Klassen Universal Access Control (UAC) und UNC zu unterscheiden ist.
LAPB ist definiert in ISO 7776.